# Чемпионат России по самбо 2016
Чемпионат России по самбо 2016 года прошёл в Химках с 4 по 9 марта.

## Медалисты

### Мужчины
| Весовая категория | Золото                                | Серебро                                 | Бронза                                                                    |
| ----------------- | ------------------------------------- | --------------------------------------- | ------------------------------------------------------------------------- |
| до 52 кг          | Игорь Беглеров Пермский край          | Валерий Сороноков Свердловская область  | Толобек Бекетов Москва Алексей Клюкин Свердловская область                |
| до 57 кг          | Аймерген Аткунов Свердловская область | Данил Пономаренко Свердловская область  | Алексей Кузьменко Москва Николай Лапшин Чувашия                           |
| до 62 кг          | Илья Хлыбов Свердловская область      | Руслан Багдасарян Нижегородская область | Александр Бондарев Чувашия Сурэн Санам-Оол Красноярский край              |
| до 68 кг          | Никита Клецков Москва                 | Денис Давыдов Московская область        | Евгений Сухомлинов Свердловская область Павел Лагвенкин Рязанская область |
| до 74 кг          | Олег Бабгоев Ставропольский край      | Бислан Надюков Краснодарский край       | Роман Токарев Воронежская область Илья Лебедев Свердловская область       |
| до 82 кг          | Сергей Кирюхин Санкт-Петербург        | Евгений Максимов Московская область     | Александр Ульяхов Брянская область Андрей Перепелюк Москва                |
| до 90 кг          | Сергей Рябов Москва                   | Давид Оганисян Краснодарский край       | Антон Коновалов Владимирская область Эдуард Кургинян Краснодарский край   |
| до 100 кг         | Вячеслав Михайлин Москва              | Дмитрий Минаков Брянская область        | Иван Штырков Свердловская область Дмитрий Елисеев Санкт-Петербург         |
| свыше 100 кг      | Артём Осипенко Брянская область       | Рустам Арсланов Башкортостан            | Паата Абуладзе Краснодарский край Александр Кучумов Москва                |

### Женщины
| Весовая категория | Золото                                  | Серебро                            | Бронза                                                             |
| ----------------- | --------------------------------------- | ---------------------------------- | ------------------------------------------------------------------ |
| до 48 кг          | Елена Бондарева Нижегородская область   | Мария Молчанова Пермский край      | Анна Гореликова Краснодарский край Полина Крупская Приморский край |
| до 52 кг          | Анна Харитонова Москва                  | Юлия Вицина Приморский край        | Наталья Чернецова Москва Татьяна Аякина Московская область         |
| до 56 кг          | Анастасия Валова Москва                 | Кристина Храмцова Москва           | Анастасия Белых Пермский край Алия Биккужина Оренбургская область  |
| до 60 кг          | Яна Костенко Москва                     | Арина Пчелинцева Москва            | Гульфия Мухтарова Астраханская область Екатерина Хрунина Тамбов    |
| до 64 кг          | Екатерина Гольберг Астраханская область | Екатерина Оноприенко Пермский край | Анна Щербакова Бурятия Ирина Громова Алтайский край                |
| до 68 кг          | Марина Мохнаткина Пермский край         | Маргарита Гурциева Северная Осетия | Ольга Крюкова Самарская область Екатерина Кабанова Москва          |
| до 72 кг          | Екатерина Токарева Москва               | Галина Амбарцумян Москва           | Анна Жижина Брянская область Виктория Казурина Смоленская область  |
| до 80 кг          | Наталья Казанцева Омская область        | Дайна Амбарцумова Тверская область | Екатерина Ковылина Москва Анастасия Филиппович Смоленская область  |
| свыше 80 кг       | Анна Балашова Пермский край             | Анжела Гаспарян Москва             | Елена Хакимова Оренбургская область Анаид Мхитарян ХМАО            |